# Adassil
Adassil  (in arabo اداسيل‎?) è un centro abitato e comune rurale del Marocco situato nella provincia di Chichaoua, regione di Marrakech-Safi. Conta una popolazione di 7 454 abitanti (censimento 2014).
Il villaggio è stato quasi completamente raso al suolo dal terribile terremoto con magnitudo richter 6.8 con epicentro a pochi chilometri di distanza in data 08 settembre 2023.